# ColoRadio
coloRadio ist ein freies Radio in Dresden, das seit dem 8. Juli 1993 sendet. Betrieben wird das Radio von der Radioinitiative Dresden e. V. als selbstverwaltetes Projekt. coloRadio ist Mitglied im Bundesverband Freier Radios. Seit 10. Dezember 2016 ist das coloRadio-Studio im Zentralwerk in Dresden-Pieschen.

## Programm
Die Sendezeit bei coloRadio wird von den vier Redaktionsgruppen „Kunst & Kultur“, „Magazin“, „Musik“ und „Politik“ gefüllt. Diese Redaktionsgruppen sind mit den Ressorts der professionellen Sender vergleichbar und bestehen wiederum aus Einzelredaktionen. Daneben gibt es freie Sendezeit die auch kurzfristig von Neueinsteigern belegt werden kann. Jede Redaktion agiert autonom. Einzige Richtschnur sind die Prinzipien eines freien Radios. Es gibt keine Chefredakteure und keine Redaktionsleiter. Redaktionelle Entscheidungen, z. B. Sendezeitverteilung oder Aufnahme neuer Redaktionen werden auf den monatlichen und öffentlichen Redaktionsgruppensitzung bzw. auf der monatlichen und öffentlichen Gesamtredaktionssitzung getroffen. Für Nichtredaktionelle Entscheidungen sind die monatlichen Vereinsvollversammlungen zuständig.
Mitglieder der Redaktionsgruppen sind die einzelnen Redaktionen, die die jeweiligen Sendungen gestalten. Als nichtkommerzielles Radio bestehen die einzelnen Redaktionen weitgehend aus journalistischen Laien, deren Vorteil allerdings die mitunter tiefe Verankerung in die lokale Polit- oder Kulturszene ist. Darum sind die Sendungen häufig technisch verbesserungswürdig, inhaltlich jedoch anspruchsvoll.
Bei coloRadio wird redaktionelle Arbeit nicht bezahlt. Damit soll die inhaltliche Unabhängigkeit der Redakteure von Geldgebern gewahrt werden.
coloRadio versteht sich als Dresdner Lokalsender, der allerdings einen regen Austausch mit anderen freien Radios im In- und Ausland pflegt. Dafür wird auf das offizielle Sendungsaustauschportal des Bundesverbandes Freier Radios zurückgegriffen.

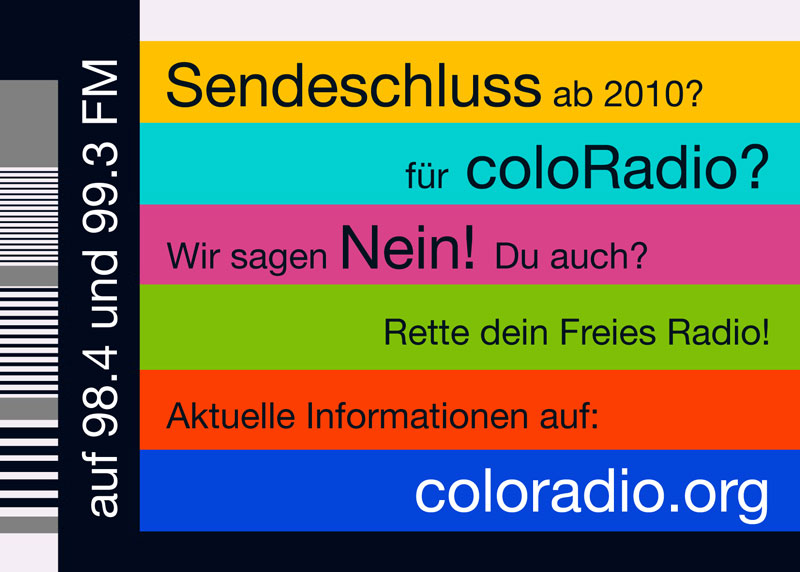
coloRadio-Sticker 2010

## Empfang
Vom 8. Juli 1993 bis 28. Februar 2007 sendete coloRadio vier Stunden pro Woche am Donnerstag von 20:00 bis 24:00 Uhr auf 100,2 MHz, einer 5-Kilowatt-Frequenz, auf der sonst Energy Sachsen sendete. Ein mehr als zehnjähriger Rechtsstreit brachte eine Sendezeiterweiterung auf 49 Stunden in der Woche, allerdings mit wesentlich geringerer Sendeleistung.
Seit 1. März 2007 ist coloRadio von
- Montag bis Freitag von 18:00 Uhr bis 23:00 Uhr und
- Sonnabend und Sonntag von 12:00 Uhr bis 24:00 Uhr

auf UKW über die Frequenzen:
- 98,4 MHz (Sender Gompitz, 50 Watt) und
- 99,3 MHz (Sender Freital, 100 Watt)

zu empfangen. Die Leistung der Sender ist ziemlich niedrig, so dass coloRadio nur in den westlichen Stadtteilen von Dresden und Freital gut zu empfangen ist. Alternativ gibt es einen Live-Stream als Ogg Vorbis bzw. MP3.
Vom 17. April bis 13. Mai 2010 war coloRadio wegen eines Streits um die Bezahlung der Sende- und Leitungskosten nur als Live-Stream zu empfangen.
Seit Januar 2021 sendet coloRadio rund um die Uhr im Live-Stream. Außerdem hat sich coloRadio Ende 2021 auf DAB+-Frequenzen in Dresden und für Ostsachsen beworben. 
Seit dem 19. Juni 2023 sendet coloRadio ebenfalls auf DAB+ und ist nun in Dresden und im ostsächsischen Raum digital zu empfangen. Es gibt ein tägliches Programmfenster für das Zittauer Radio Zett, welches über keine eigene DAB+-Frequenz verfügt.

## Redaktionsgruppen
Die Gesamtredaktion ist aufgeteilt in vier Redaktionsgruppen:
- Musikredaktion
- Kunst- und Kulturredaktion
- Magazinredaktion
- Politikredaktion

## Bekannte Radiosendungen
- campusradio dresden
- Studio B
- KOSMONAUTEN FM
- Elbfloorbeatz
- Junges Radio
- Frühstücksradio mit Spaß
- Abendschule
- 6 Saiten und ein Verzerrer
- Old Man’s Rock
- LKM-Magazin[6]